# Świecie
Świecie ([ˈɕfʲɛtɕɛ], Ausspracheⓘ, kaschubisch Swiecé; deutsch Schwetz an der Weichsel) ist eine Stadt im Powiat Świecki der Woiwodschaft Kujawien-Pommern in Polen. Die Stadt mit etwa 26.000 Einwohnern ist Sitz des Powiats und der gleichnamigen Stadt-und-Land-Gemeinde mit etwa 34.100 Einwohnern.

## Geographische Lage
Die Stadt liegt im Schwetzer Land an der Einmündung der Wda (Schwarzwasser) in die Weichsel auf einer Höhe von 51 m über dem Meeresspiegel, etwa 40 km nördlich von Bydgoszcz (Bromberg) und 105 km südlich von Danzig.

## Geschichte
In älteren Urkunden vorkommende Formen des Ortsnamens sind Zwece, Swiecie und Sweze (1198), Zvece (1209), Swece (1224 und 1239), Swez und Sueze (1238), Swech und Zwez (1253), Szweth (1260), Swetz (1264), Zvece (1267), Suez (1270), Sweze und Sveze (1274), Swecz (1275), Swecze und Swezce (1276), Sueche (1278), Suecze und Swetz (1282), Swetze (1283), Suece (1284), Swieczie (1289), Swecza und Swecze (1292), Svieczie (1293), Svez (1304), Zwethz (1310), Sweyca (1311), Swetza (1379), Swiecze (1493) und Suecza (1545).
Der Ort soll seine Gründung und seinen Namen schwedischen Emigranten verdanken, die vermutlich am Anfang des 10. Jahrhunderts nach Preußen flüchteten und sich an beiden Ufern der Weichsel als Kolonisten niederließen. 1198 wurde hier die Marienkirche geweiht. Im 12./13. Jahrhundert war Świecie Zentrum eines pommerellischen Teilfürstentums der Samboriden. Eine Burg bestand hier bereits am Ende des 12. Jahrhunderts als Sitz des pomoranischen Herzogs Grimislaus in strategischer Lage in der Nähe des Flusses Schwarzwasser kurz vor seiner Mündung in die Weichsel.
Im Jahr 1309 kam Schwetz zusammen mit Pommerellen an den Deutschen Orden. 1338 wurde Schwetz zur Stadt nach Kulmer Recht erhoben. 1410 erlitt der Deutsche Orden in der Schlacht bei Tannenberg (Grunwald) eine schwerwiegende Niederlage gegen das vereinte Heer von Polen und Litauen. Da der Orden der folgenden Belagerung der Marienburg aber standhielt, hatte die Niederlage keine territorialen Auswirkungen in Pommerellen. Der Aufstand der preußischen Landstände gegen den Orden 1440 führte zum Ausbruch des Dreizehnjährigen Städtekriegs (1453–1466). Nach dem am 19. Oktober 1466 abgeschlossenen Zweiten Frieden von Thorn kam Schwetz zusammen mit den Städten des Preußischen Bundes an das autonome Preußen Königlichen Anteils, das sich freiwillig der Schirmherrschaft der Krone Polens unterstellt hatte.
Seit der ersten polnischen Teilung 1772 gehörte Schwetz zum Königreich Preußen, wo es bis 1920 verblieb.

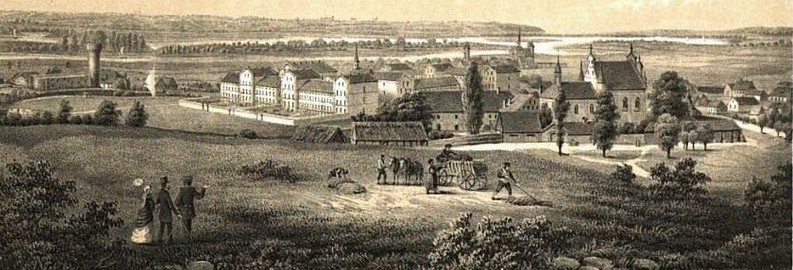
Schwetz um 1855 (Lithographie)

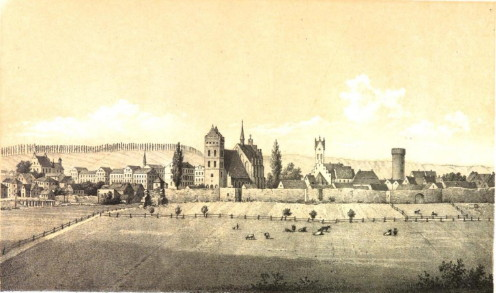
Schwetz um 1870 (Lithographie nach einer Zeichnung von A. Wegner)

Nach einer schweren Überschwemmung im Jahr 1858 wurde die Stadt an eine etwas erhöhte Stelle verlegt. Die wirtschaftliche Entwicklung wurde durch den Anschluss ans Eisenbahnnetz 1888 entscheidend verbessert. Am Anfang des 20. Jahrhunderts hatte Schwetz eine evangelische Kirche, zwei katholische Kirchen, eine Synagoge, eine Schlossruine, ein ehemaliges Bernhardinerkloster (später als Provinzialirrenanstalt genutzt), ein Gymnasium, eine Präparandenanstalt, eine landwirtschaftliche Winterschule, ein Elektrizitätswerk, ein Amtsgericht und eine Reihe gewerblicher Betriebe.
Nach dem Ersten Weltkrieg musste Schwetz aufgrund der Bestimmungen des Versailler Vertrags zum Zweck der Einrichtung des Polnischen Korridors an Polen abgetreten werden.
Nach dem Überfall auf Polen 1939 wurde das Kreisgebiet völkerrechtswidrig vom Deutschen Reich annektiert. Es wurde dem Reichsgau Danzig-Westpreußen zugeordnet, zu dem es bis 1945 gehörte.
Im Herbst 1939 begingen Angehörige der SS und des Selbstschutzes Krankenmorde an 1350 psychisch Kranken.
Gegen Ende des Zweiten Weltkriegs besetzte im Frühjahr 1945 die Rote Armee die Region. In Schwetz bestand nach Kriegsende ein Internierungslager für deutsche Kriegsgefangene und für Flüchtlinge aus den deutschen Ostgebieten, das im Frühjahr 1946 aufgelöst wurde. 1945 bis 1949 wurde die ehemalige Kaserne Schwetz zum Sammellager deutscher Kriegswaisen (Wolfskind (Zweiter Weltkrieg)). Diese Kaserne ist heute Sitz des Landkreises.
Schwetz war seit 1818 Kreisstadt geblieben. Im Jahr 1975 wurde der Powiat Świecki aufgelöst, jedoch durch die Verwaltungsreform in Polen 1999 wieder eingerichtet.

### Demographie

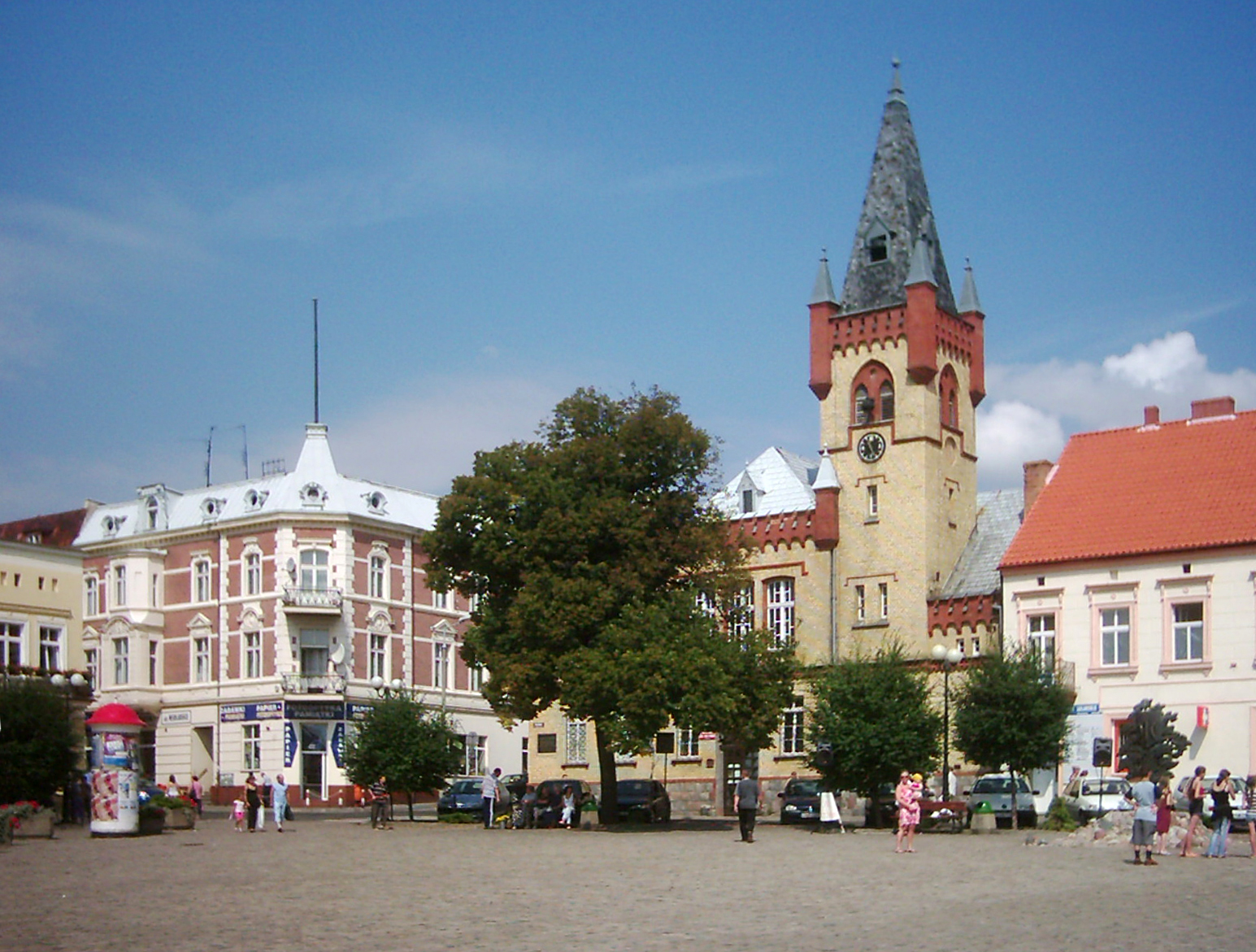
Rathaus

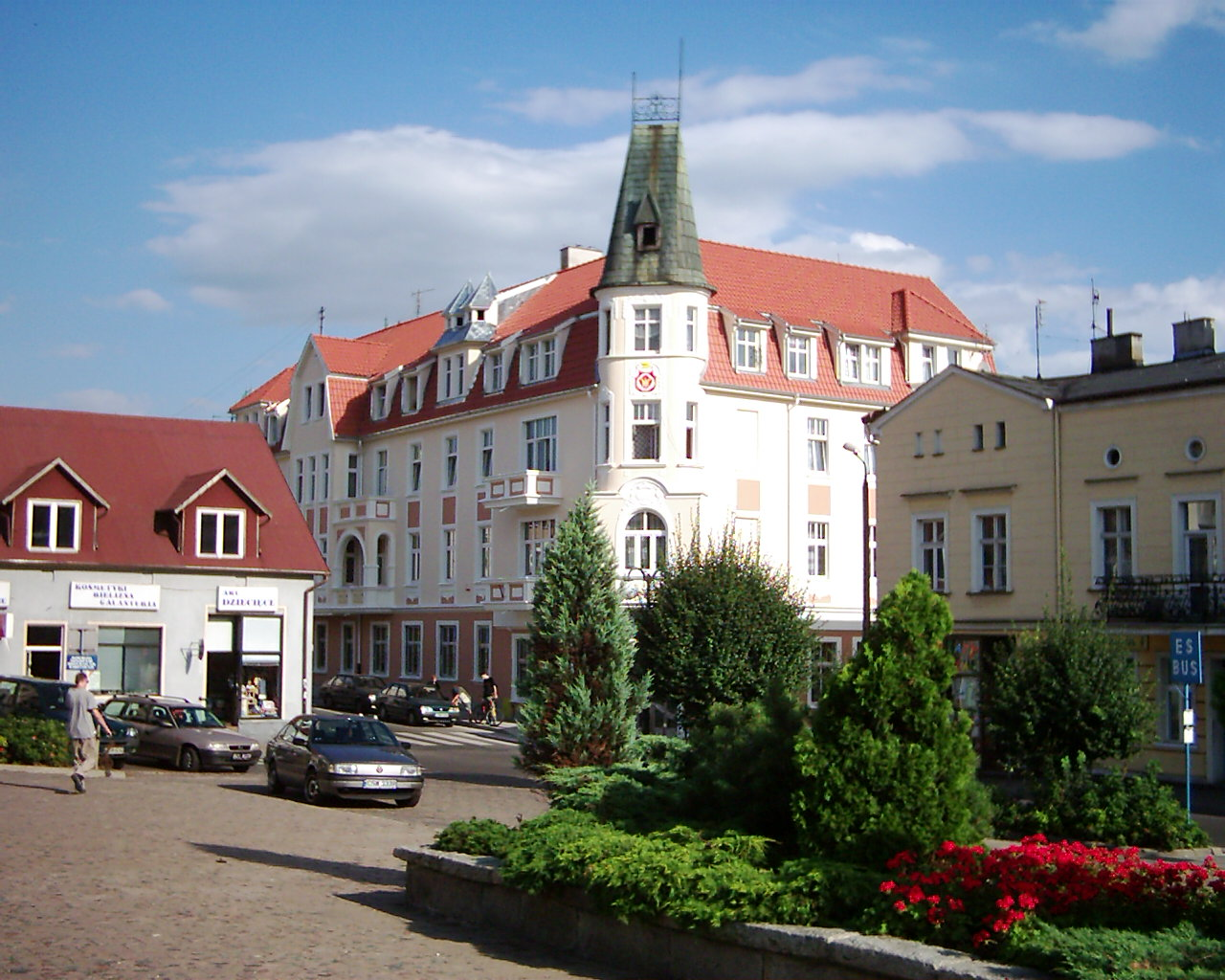
Marktplatz

| Jahr | Einwohnerzahl | Anmerkungen |
| ---- | ------------- | --- |
| 1773 | 01630         | [ 9 ] |
| 1785 | 01705         | davon 955 Katholiken, 720 Nichtkatholiken und 30 Juden |
| 1789 | 01780         | davon etwa ein Drittel evangelische Deutsche und zwei Drittel katholische Polen |
| 1802 | 02340         | [ 10 ] |
| 1810 | 01830         | [ 10 ] |
| 1816 | 02042         | davon 856 Evangelische, 1076 Katholiken und 110 Juden |
| 1821 | 02077         | in 246 Privatwohnhäusern |
| 1831 | 02660         | [ 11 ] |
| 1837 | etwa 3000     | [ 12 ] |
| 1852 | 03665         | [ 13 ] |
| 1864 | 4633          | davon 1743 Evangelische und 2420 Katholiken |
| 1871 | 04958         | davon 1900 Evangelische und 2600 Katholiken (1980 Polen) |
| 1875 | 05210         | [ 16 ] |
| 1880 | 05946         | [ 16 ] |
| 1890 | 06716         | davon 2734 Protestanten, 3459 Katholiken und 505 Juden |
| 1905 | 07747         | davon 3046 Protestanten und 363 Juden |
| 1910 | 8042          | am 1. Dezember, auf einer Fläche von 110 ha; davon 3106 Evangelische, 4412 Katholiken, 320 Juden und 27 Sonstige (4206 mit deutscher, 3605 mit polnischer und kein Einwohner mit kaschubischer Muttersprache, 166 Einwohner sprechen Deutsch und eine andere Sprache) |
| 1931 | 08730         | davon etwa 1100 Deutsche |
| 1943 | 11.664        | [ 4 ] |

| Jahr | Einwohner | Anmerkungen |
| ---- | --------- | ----------- |
| 2008 | 25.614    | meist Polen |
| 2016 | 25.974    |             |

## Sehenswürdigkeiten

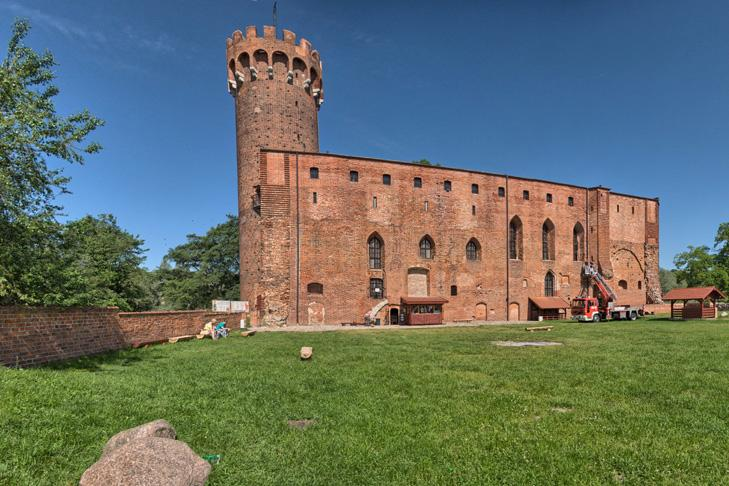
Deutschordensschloss

- Deutschordensschloss aus dem 14. Jahrhundert
- Pfarrkirche
- Befestigungsanlagen
- Ehemaliges Bernhardiner-Kloster
- Neogotische St.-Andrzej-Bobola-Kirche
- Rathaus von 1879
- Bürgerhäuser

## Verkehr
Der Bahnhof Świecie nad Wisłą ist Beginn der größtenteils stillgelegten Bahnstrecke Świecie nad Wisłą–Złotów. Nächster Personenbahnhof ist der Bahnhof Terespol Pomorski, der in der Gemeinde liegt. Dort kreuzt die Strecke nach Złotów die Bahnstrecke Chorzów–Tczew.

## Gemeinde
Die Stadt-und-Land-Gemeinde (gmina miejsko-wiejska) Świecie umfasst eine Fläche von 174,8 km² und gliedert sich in die Stadt, 13 Dörfer mit Schulzenämtern und weitere kleine Ortschaften.

### Partnerstädte und -gemeinden
- Offida (Italien)
- Pieszyce (Peterswaldau, Polen)
- Perth (Australien)
- Gernsheim (Deutschland)

## Persönlichkeiten

### Söhne und Töchter der Stadt
- Gustav Adolf Ferdinand Heinrich Leo (1779–1840), Vizepräsident der königlichen Regierung in Posen und Ehrenbürger von Danzig
- Leopold von Winter (1823–1893), Verwaltungsjurist, langjähriger Oberbürgermeister von Danzig
- Otto Rochlitz (1827–1872), preußischer Landrat und Abgeordneter
- Eduard Rochlitz (1829–1904), Ingenieur und Hochschullehrer
- Bernhard Turley (1831–1908), Bergbeamter
- Oskar Cassel (1849–1923), preußischer Politiker und Vorsitzender des Verbandes deutscher Juden
- Bernhard Wuermeling (1854–1937), deutscher Politiker
- Martin Jacobi (1865–1919), Komponist
- Gottfried Frey (1871–1952), Hygieniker, Ministerialbeamter und Schriftsteller (Pseudonym Ernst Wolfhart)
- Oskar Loerke (1884–1941), Schriftsteller, Lektor, Rezensent
- Kurt Pentzlin (1903–1989), Wirtschaftswissenschaftler und Politiker
- Bruno Mondi (1903–1991), Kameramann
- Roman Muziol (1903–1979), deutscher Archivar
- Nikolaus Christoph von Halem (1905–1944), Jurist, Geschäftsmann, Widerstandskämpfer gegen den Nationalsozialismus
- Heinz Pentzlin (1908–1986), Journalist und Autor
- Oskar Radtke (1908–nach 1944), Offizier im SD-Hauptamt und Referatsleiter im Reichssicherheitshauptamt
- Rolf Alfred Stein (1911–1999), Tibetologe
- Hans Birnbaum (1912–1980), Jurist, Ministerialbeamter und Manager
- Günther Radusch (1912–1988), Offizier
- Günther Neske (1913–1997), Verleger
- Ehrenfried Weidemann (1914–1998), deutscher Politiker
- Henryk Olszewski (1932–2021), Rechtshistoriker und Professor an der Adam-Mickiewicz-Universität in Posen
- Bernhard Gelderblom (* 1943), deutscher Historiker
- Adam Jagła (1954–2021), Radrennfahrer
- Wiesław Śmigiel (* 1969), polnischer Geistlicher, Bischof von Thorn
- Stan Prill (* 1969), polnischer Motorradfahrer
- Paweł Paczkowski (* 1993), Handballspieler.
- Jakub Słomiński (* 1996), Boxer

### Mit der Stadt verbundene Persönlichkeiten
- Heinrich der Ältere von Plauen (1370–1429), von 1407 bis 1410 Komtur von Schwetz
- Friedrich Hoffmann (1820–1863), Psychiater, Direktor der Heilanstalt
- Alfred Beyer (1885–1961), von 1912 bis 1919 Anstaltsarzt in der Provincial Heil- und Pflegeanstalt Schwetz
- Franz Bulitta (1900–1974), Pfarrer, Geistlicher Rat und bischöflicher Kommissar
- Ulrich Wilhelm Graf Schwerin von Schwanenfeld (1902–1944), Landwirt, Reserveoffizier und Widerstandskämpfer gegen den Nationalsozialismus.